# Rafaele Galeotto Riario
Rafaele Galeotto Riario (nacut a Savona, Ligúria, 1461 - Nàpols, Campània, 1521) fou un cardenal italià pertanyent a la família Riario.
Era nebot del cardenal Pietro Riario i com aquest ple de favors pel papa Sixt IV, el qual li confià diversos bisbats i arquebisbats i l'anomenà cardenal el 1477. Sent bisbe de Pisa i legat quan hi hagué la conspiració de Pazzi, fou empresonat a Florència: aquest fet ocasionà la guerra i l'assassinat de Julià de Mèdici.
Durant el pontificat d'Alexandre VI es refugià a França i ocupà el bisbat de Tréguier. Complicat en la conjura del cardenal Petrucci contra Lleó X se'l condemnà a la degradació.
Rafaele demostrà gran amor a les arts, costejant del seu peculi particular diverses restauracions en les catedrals que estigueren sota el seu comanament; també li són degudes les notables reformes del Palau de San Lorenzo ''in Damaso'', que li confiscà Lleó X.